# Museo Linden
Il Museo Linden (in tedesco Linden Museum) è un museo etnologico situato a Stoccarda, in Germania.  
Il museo espone al suo interno reperti culturali provenienti da tutto il mondo, tra cui il sud e il sud-est asiatico, l'Africa, il mondo islamico dal Medio Oriente al Pakistan, la Cina e il Giappone e manufatti provenienti dal Nord e dall'America Latina e dall'Oceania. L'edificio museale fu costruito nel 1911.